# Giovanni Lanza
Giovanni Lanza (ur. 15 lutego 1810 w Casale Monferrato, zm. 9 marca 1882 w Rzymie) – włoski polityk, premier Włoch w latach 1869–1873. 

## Życiorys
Studiował medycynę na Uniwersytecie Turyńskim, później pracował w Piemoncie, w 1848 werbował ochotników do piemonckich sił wysyłanych na pomoc walczącym z Austriakami Lombardczykom. Jako deputowany do piemonckiej izby parlamentu, sprzeciwiał się traktatowi pokojowemu zawartemu z Austrią 9 sierpnia 1849; był wówczas jednym z najbardziej efektywnych liderów centrolewicowych. W 1853 został wiceprzewodniczącym parlamentu piemonckiego, a w maju 1855 ministrem edukacji Piemontu, inicjując wiele ważnych reform, od stycznia 1858 do marca 1861 pełnił funkcję ministra spraw wewnętrznych. W marcu 1861 przewodził obradom parlamentu, podczas których ogłoszono Wiktora Emanuela II królem zjednoczonego Królestwa Włoch, 1864–1865 był ministrem spraw wewnętrznych Królestwa Włoch, później przewodniczącym izby włoskiego parlamentu, a od 14 grudnia 1869 do 10 lipca 1873 premierem Włoch. W czasie gdy pełnił urząd premiera, stolicą Włoch został Rzym.